# Noordeind- en Geerpolder
De Noordeind- en Geerpolder was een waterschap in de gemeente Leimuiden in de Nederlandse provincie Zuid-Holland.
Het waterschap was in 1878 ontstaan als een fusie van de waterschappen/polders:
- Noordeindsche Polder (52° 11′ 9″ NB, 4° 43′ 1″ OL)
- Geerpolder (52° 12′ 11″ NB, 4° 43′ 44″ OL)

De Noordeindsche Polder was gesticht op 27 mei 1570 en werd in 1651 vergroot met Polder de Geer, het Hoogeveen, de Heermoeslanden beoosten de Noordeindsche Polder en de Schilkerpolder.
De Geerpolder was oorspronkelijk een onderdeel van de Westeindse Polder binnen het Hoogheemraadschap Amstelland. Door een wijziging van de grenzen van de waterschappen werd het in 1857 een eigen polder binnen het Hoogheemraadschap van Rijnland.